# Cour suprême (Kenya)
Pour les autres articles nationaux ou selon les autres juridictions, voir Cour suprême.
La Cour suprême du Kenya, créée par la Constitution de 2010, est le plus haut tribunal du Kenya. Elle constitue l'ultime recours juridique pour toutes les décisions judiciaires en matières constitutionnelles ou d’intérêt public. Elle est aussi la seule compétente en matière d'élection du chef de l’État.

## Histoire
La Cour suprême fut créée en 1962 lorsque le pouvoir des African Courts fut transféré des administrations provinciales vers l'administration judiciaire centrale. Il faut cependant attendre l'indépendance du pays en 1963 et que la 1re Constitution soit adoptée pour que le pouvoir judiciaire devienne réellement indépendant.

À cette époque, la cour avait une compétence illimitée en matières criminelles et civiles pour toutes les personnes, sans tenir compte des considérations de race ou ethniques ainsi que la compétence en matière de Constitution et de révision des Lois. Elle avait, ainsi, les compétences de l'actuelle Haute cour (High Cour). Lorsque le Kenya devint une république en 1964, la Cour suprême fut d'ailleurs renommée Haute cour. C'est aussi en 1964 que fut créée la Cour d'appel (Court of Appeal).
En 1967, deux Lois importantes statuent sur la création des tribunaux de première instance (Magistrates Courts) et des tribunaux musulmans (Kadhis Court).
En 2010, la nouvelle Constitution donne un nouveau visage au monde judiciaire kényan. Elle établit la Cour suprême et en fait la plus haute juridiction. La Cour d'appel reste la 2e plus haute cour et la Haute cour passe du 1er au 3e rang en termes de plénitude de juridiction.

### L'affaire Nancy Baraza
Reconnue coupable par la Haute cour (High Court) de Nairobi d'avoir, lors d'une altercation le 31 décembre 2011, menacé avec une arme de poing une agente de sécurité, la vice-présidente de la Cour suprême, Nancy Baraza, est obligée de démissionner de son poste le 18 octobre 2012. Elle sera remplacée par la juge Kalpana Hasmukhrai Rawal en date du 29 mai 2013.

### Élection présidentielle de 2013
Le 16 mars 2013, la cour est saisie, conformément à l'article 140 de la Constitution kényane, par la remise d'une pétition organisée par Raila Odinga qui estime que des irrégularités ont eu lieu lors du comptage des votes concernant l'élection présidentielle du 4 mars précédent,.

### Élection présidentielle de 2017
La cour est saisie le 18 août 2017 par Raila Odinga d'une réclamation concernant les résultats de l'élection présidentielle kényane d'août 2017. Elle invalide le 1er septembre 2017 ces résultats par 5 voix sur 7, déclarant que l'élection « n'a pas été conduite en accord avec la Constitution ». Une nouvelle élection doit avoir lieu dans les 60 jours.

## Structure et compétences
C'est l'article 163 de la Constitution de 2010 qui organise la Cour suprême.
- 163. « Cour suprême ».
  - (1) Il est établi que la Cour suprême sera composée de :
    - (a) le Chief Justice, qui sera le président de la cour ;
    - (b) le Deputy Chief Justice, qui devra
      - (i) suppléer le Chief Justice ; et
      - (ii) être le vice-président de la cour ; et

    - (c) cinq autres juges.

  - (2) La Cour suprême sera correctement constituée dans le but de ses procédures si elle est composée de cinq juges.

Les points 3 à 9 du même article établissent les compétences. Elle a la juridiction exclusive pour entendre et juger les disputes se rapportant à l'élection présidentielle. Si elle est saisie par la Cour d'appel, elle constitue l'ultime recours juridique pour toutes les décisions judiciaires en matières constitutionnelles où d’intérêt public. À la demande de l'exécutif national ou d'un des 47 exécutifs locaux, elle donne son opinion sur n'importe quelle question concernant la gouvernance des comtés.

## Siège de la Cour

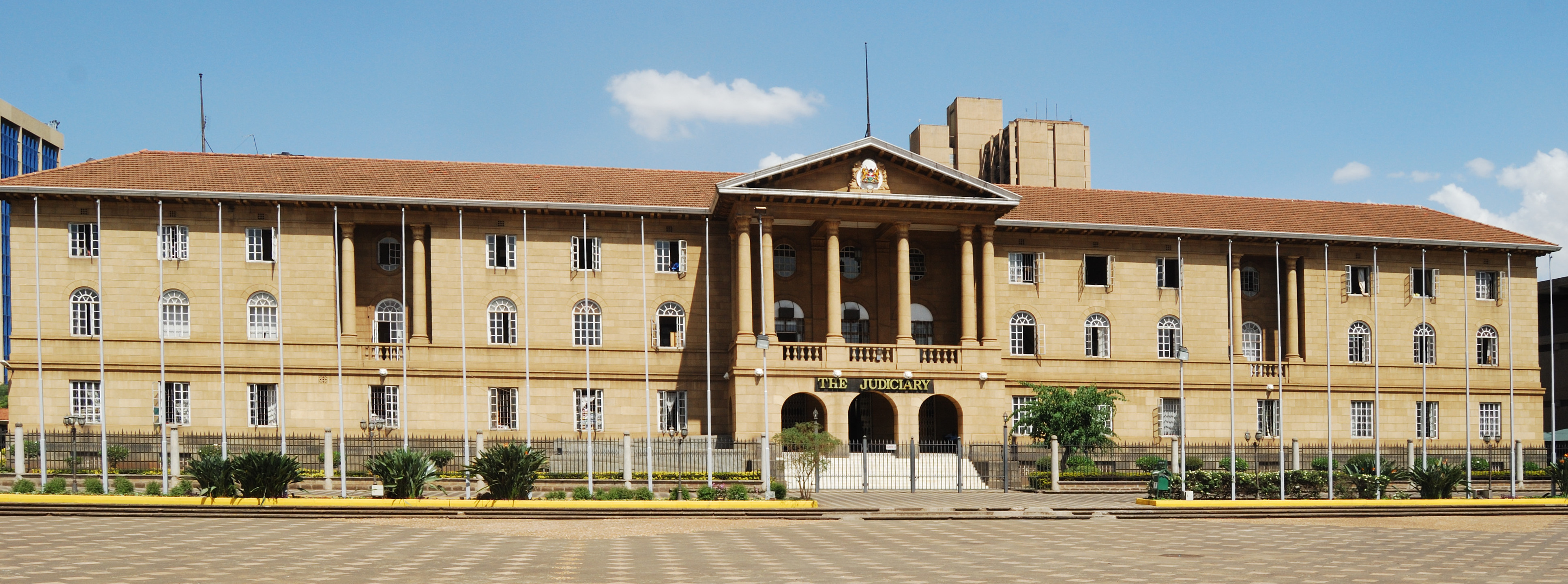
La cour de Justice où siège la Cour suprême vue depuis le City-Square

La Cour suprême siège dans l'immeuble de la Cour de justice appelé The Judiciary à Nairobi. Dans le même bâtiment siègent la Commission justice, la Cour d'appel et la Haute cour de l'arrondissement judiciaire de Nairobi.

## Composition actuelle
| Position       | Nom                   | Date de nomination | Date de retraite obligatoire | Occupation avant la nomination                                                 | Prédécesseur             |
| -------------- | --------------------- | ------------------ | ---------------------------- | ------------------------------------------------------------------------------ | ------------------------ |
| président      | Martha Koome          | 20 mai 2021        | 12 janvier 2021              | président de la Cour d'appel de Kisumu                                         | David Maraga             |
| vice-président | Philomena Mbete Mwilu | 19 octobre 2016    |                              | juge à la Haute cour de Nairobi                                                | Kalpana Hasmukhrai Rawal |
| juge           | Njoki Susanna Ndung'u | 26 août 2011,      | 20 septembre 2035            | avocate                                                                        | aucun                    |
| juge           | Smokin Wanjala        | 26 août 2011       |                              | assistant directeur de la Commission anti-corruption (KACC)                    | aucun                    |
| juge           | Isaac Lenaola         | 19 octobre 2016    | 21 décembre 2037             | vice-président de la cour de justice d'Afrique de l'Est                        | Philip Kiptoo Tunoi      |
| juge           | Jackton Boma Ojwang   | 26 août 2011       | 2020                         | juge à la Haute cour de Mombasa, professeur de droit à l'université de Nairobi | aucun                    |
| juge           | Mohammed Ibrahim      | 26 août 2011       |                              | juge à la Haute cour de Mombasa                                                | aucun                    |